# Piazza Navona

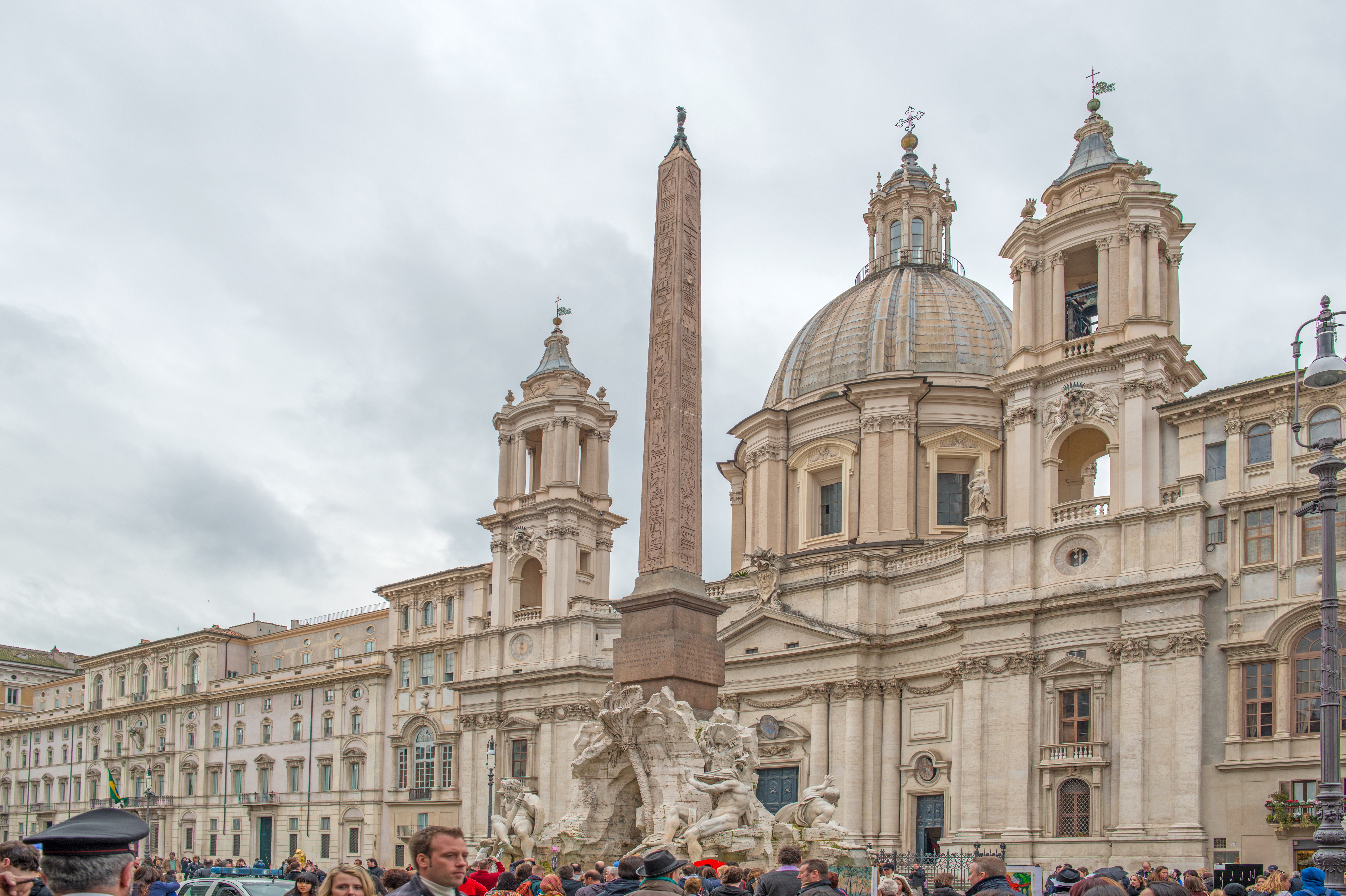
Piazza Navona

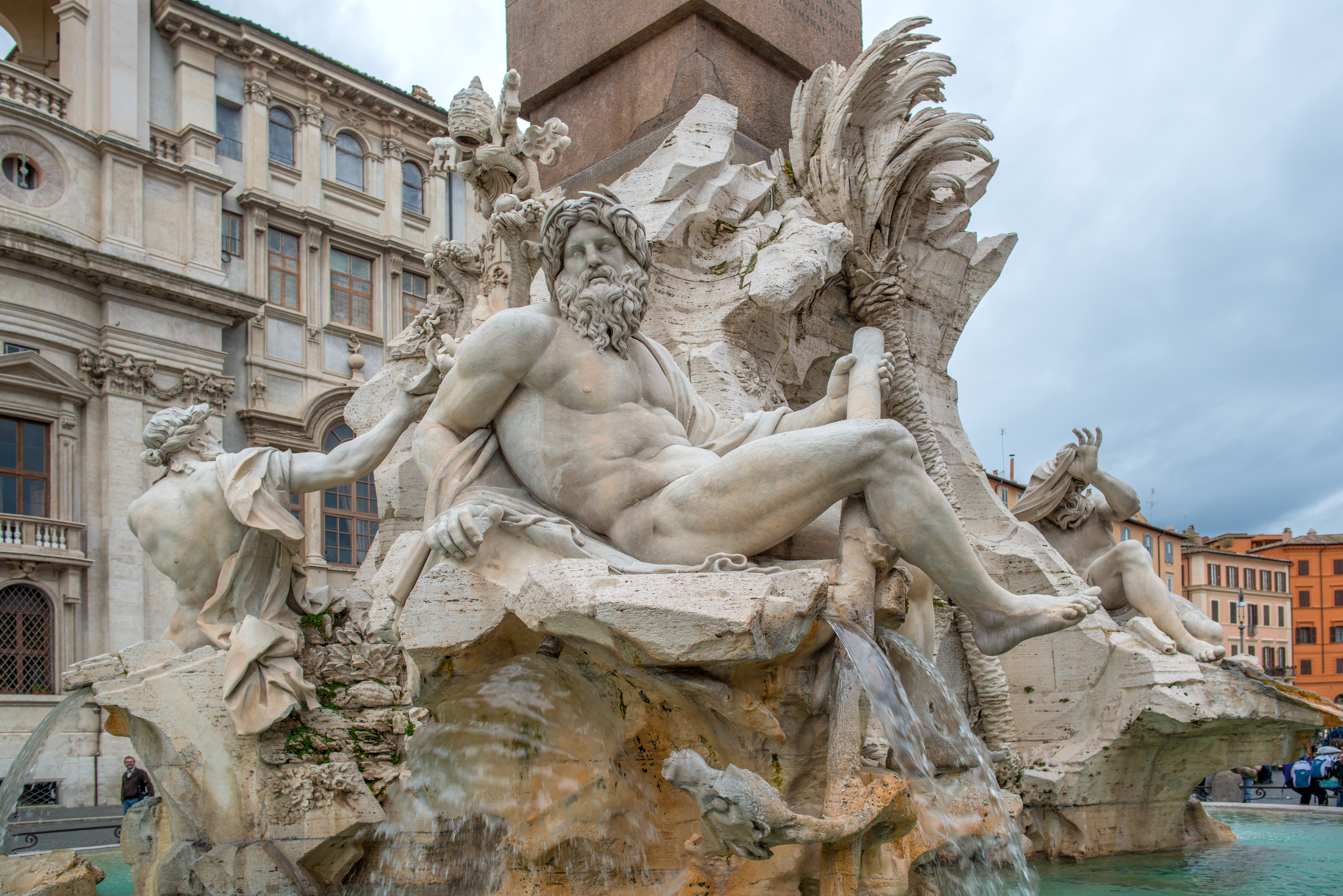
Fontana dei Quattro Fiumi på Piazza Navona.

Piazza Navona är ett torg i centrala Rom, uppfört på resterna av Domitianus stadion från år 86 e.Kr. Vid torget (piazzan) är barockkyrkan Sant'Agnese in Agone belägen, delvis ritad av Francesco Borromini (1655).
Mitt på piazzan står Fontana dei Quattro Fiumi, ”De fyra flodernas fontän”, ritad av Bernini och fullbordad 1651.

## Bilder
| - 1 – Sant'Agnese in Agone 2 – Palazzo Pamphili 3 – Pasquino 4 – Palazzo Braschi 5 – Palazzo Lancellotti-Torres 6 – Nostra Signora del Sacro Cuore 7 – Fontana dei Quattro Fiumi |